# Antonio II Acciaiuoli
Antonio II Acciaiuoli (... – 1441) è stato un nobile italiano
, fu duca di Atene dal 1439 al 1441.

## Biografia
Antonio era il figlio più giovane di Francesco Acciaiuoli (morto nel 1420), signore di Sykaminon, e di Margerita Malpigli e crebbe a Firenze fino al 1413. Francesco era figlio di Donato; Donato era fratello di Neri I, duca di Atene. Quando Antonio I (figlio di Neri I), primo cugino di suo padre, senza un erede, chiamò lui e suo fratello maggiore Neri II in Grecia per vivere alla sua corte.
Quando Antonio I morì nel gennaio 1435, Neri II salì al trono sotto la reggenza della sua vedova Maria Melissene. Tuttavia, Antonio II costrinse Neri II, che era un personaggio debole ed effeminato, a lasciare la città nel gennaio 1439. Antonio II regnò con energia ma brevemente, infatti morì nel 1441, permettendo al suo fratello deposto, ma sostenuto dagli ottomani di ristabilirsi sul trono.